# Паславський Василь Степанович
Василь Степанович Паславський (? — 14 травня 2022, Харківська область, Україна) — український військовослужбовець, солдат Збройних сил України, учасник російсько-української війни. Почесний громадянин міста Тернополя (2022, посмертно).

## Життєпис
Проживав у житловому масиві «Канада» в місті Тернополі.
Служив командиром відділення взводу військової частини. Загинув 14 травня 2022 року в боях на Харківщині. Похований 23 травня 2022 року в селі Домаморич Підгороднянської громади.
Залишилося двоє дітей.

## Нагороди
- почесний громадянин міста Тернополя (22 серпня 2022, посмертно)[1].